# برش وینیلی
برش وینیلی (به انگلیسی: Vinyl cutter) نوعی ماشین کنترل کامپیوتری است. برش وینیل کوچک مانند یک چاپگر رومیزی است. مانند چاپگر یک نازل را کنترل می‌کند، کامپیوتر کنترل حرکت یک تیغه تیز را بر روی سطح ماده کنترل می‌کند. این تیغه برای برش اشکال و حروف از ورق های پلاستیکی خود چسبناک (وینیل) استفاده می‌شود. سپس وینیل می‌تواند به انواع سطوح بستگی دارد به نوع چسب و نوع مواد.
برای بریدن یک طرح، یک تصویر مبتنی بر بردار باید در یک برنامه نرم‌افزاری (معمولاً Adobe Illustrator یا Corel Draw) ایجاد شود. سپس به برش فرستاده می‌شود که در آن مسیر مسیر بردار در طراحی قرار دارد. برش قادر به حرکت تیغه بر روی محور X و Y بر روی ماده است، برش آن را به هر شکل قابل تصور. از آنجایی که مواد وینیل به صورت رول‌های طولانی در می‌آیند، پروژه‌هایی با طول قابل توجه مانند آگهی‌ها و تبلیغاتی نیز می‌توانند به راحتی می‌توان استفاده کرد.
محدودیت اصلی با برش وینیل این است که آنها فقط می‌توانند شکل را از رنگ جامد وینیل برش دهند. طراحی با رنگ‌های مختلف باید هر رنگ برش جداگانه داشته باشد و پس از آن به عنوان سوبسترا اعمال شود. همچنین، از آنجا که شکل‌ها از رنگ‌های جامد برداشته می‌شود، عکس‌ها و شیب‌ها با یک دستگاه برش جداگانه تولید نمی‌شود.
علاوه بر قابلیت‌های برش خود، وینیل چسب در انواع مختلفی از رنگ‌ها و از جمله فویل طلا و نقره، وینیل که شبیه‌سازی شیشه مات، وینیل هولوگرافی، وینیل بازتابنده، مواد انتقال حرارتی و حتی واضح وینیل جاذب با برگ طلایی. (اغلب در نامه در کامیون‌های آتش‌نشانی و وسایل نقلیه نجات استفاده می‌شود)

## طرز کار
به عنوان فیلم وینیل توسط تولیدکننده تأمین می‌شود، آن را به یک لاینر آزاد متصل می‌شود.

### ایجاد طرح
تصاویر کامپیوتری طراحی شده بر روی برش وینیل از طناب یا بیش از فای بسته به مدل بارگذاری می‌شود. سپس وینیل به دستگاه جابجا می‌شود، جایی که به صورت خودکار از طریق طراحی برداشته شده و برش داده می‌شود.

### برش دادن
برش وینیل با استفاده از چاقوی کوچک به منظور دقیق برش طرح از چهره‌ها را به یک ورق یا قطعه وینیل، اما نه پوشش آزاد. چاقو به طرف سمت چپ حرکت می‌کند، در حالی که وینیل زیر چاقوی حرکت می‌کند. نتایج حاصل از فرایند برش تصاویری است که بر روی آن قرار گرفته‌است.

### وجدان
مواد سپس «علف‌های هرز» می‌شوند، جایی که قسمت‌های اضافی از ارقام از ورقه آزادی حذف می‌شوند. ممکن است قطعات مثبت را حذف کنید، که یک برچسب منفی را برداشته یا قطعات منفی را حذف کرده و یک برچسب مثبت را به آن اضافه کنید. حذف این رقم مانند حذف مثبت است و تصویر منفی از ارقام را نشان می‌دهد.

### انتقال نوار
ورق نوار انتقال با چسب پشتی بر روی وینیل علف‌های هرز گذاشته شده‌است. یک غلتک به نوار اعمال می‌شود، و آن را به وینیل پیوست. نوار انتقال و وینیل علف‌های هرز از روی ورقه آزاد آزاد می‌شود و به یک بستر مانند ورق آلومینیومی اعمال می‌شود. این یک علامت آلومینیومی با ارقام وینیل است.

## استفاده‌ها
برش وینیل یک دستگاه ورودی برای ساخت نشانه‌ها است. فایل‌های بردار کامپیوتری طراحی شده با الگوهای و حروف به‌طور مستقیم بر روی رول وینیل که نصب شده‌است و به برش وینیل از طریق USB یا کابل سریال تغذیه می‌شود. برش وینیل عمدتاً برای ایجاد علائم، آگهی‌ها و تبلیغات استفاده می‌شود. تبلیغات در خودروها و کامیون‌ها دیده می‌شود و اغلب با نامه‌های برش وینیل ساخته می‌شوند. در حالی که این ماشین‌ها برای برش وینیل طراحی شده بودند، آنها همچنین می‌توانند از طریق رایانه‌های تخصصی و مقالات تخصصی، و همچنین اقلام ضخیم‌تر مانند ورق‌های نازک از آهنربا برش.
علاوه بر امضای کسب و کار، برش وینیل معمولاً برای دکوراسیون لباس استفاده می‌شود. برای تزئین لباس، یک طراحی بردار باید بر روی تصویر آینه، علف‌های هرز برش داده شود و سپس حرارت را با استفاده از پرس گرم حرارتی یا یک آهن دست برای استفاده در منزل حرارت داده شود.
برخی از کسب و کارها از برش وینیل خود برای تولید هر دو نشانه و پوشاک سفارشی استفاده می‌کنند. بسیاری از صنایع دستی نیز برای استفاده در منزل از وینیل استفاده می‌کنند. این نیاز به تعمیر و نگهداری کمی دارد و وینیل را می‌توان به‌طور عمده خریداری نسبتاً ارزان.